# Lukulova vila
Vila Lucullus bila je velika i raskošna starorimska vila koju je u prvom stoljeću prije Krista u Napulju izgradio slavni gurman, general i konzul. Bila je to jedna od nekoliko njegovih poznatih vila uz Lucullove vrtove u Rimu, jedna u Tusculumu u Albanskim brdima, jedna na otoku Nisida i druga u Misenumu također u Napuljskom zaljevu.
Vila je bila opremljena molovima koji su se protezali u more, vrlo bogatom knjižnicom, ribnjacima i uzgajalištima murine te raskošnim vrtovima sa stablima breskve uvezenim iz Perzije koja su za to vrijeme uz trešnju bila novost. drveće koje je donio iz Cerasa.
Ovdje je rečeno da je Lukul dao probušiti "planinu" uz veći trošak nego što je potrošio na svoju vilu, kako bi napravio kanal koji će povezati more s njegovim ribnjacima; zbog toga ga je Pompej Veliki nazvao "Kserkso u togi".
Vila je bila toliko poznata po banketima da i danas pridjev Lucullan označava posebno obilan i ukusan obrok.
Nakon Lukulove smrti (57./56. pr. Kr.) vila je pripala rimskom caru. Pod Valentinijanom III. (419. – 455.) pretvoren je u utvrdu, od tada nazvan castellum Lucullanum, i bio je mjesto progonstva Romula Augustula, posljednjeg zapadnorimskog cara.

## Ostaci
Ostaci vile, s obzirom na njenu ogromnu površinu, vidljivi su na nekoliko mjesta u gradu Napulju. Vila je uključivala i prostirala se od otočića Megaride gdje je bila njezina jezgra, do planine Echia na južnoj strani i, najvjerojatnije na jugoistočnoj strani do okruga Maschio Angioino.
Najveća i možda najvažnija jezgra nalazi se u podrumu Castel dell'Ovo smještenom na otočiću Megaride, takozvanoj "dvorani stupova" koja je izvedena iz rimskih stupova koji još uvijek stoje. Ostali dijelovi vidljivi su na brdu Pizzofalcone gdje je grad osnovan u 8. – 9. stoljeću prije Krista i mnogi u blizini Piazza Municipio nakon nedavnih nalaza.